# Iniciativa del Pueblo Andaluz
Iniciativa del Pueblo Andaluz (IdPA) es un partido político español radicado en Andalucía. Se define como ecofeminista, republicano y andalucista.

## Historia
El partido surge febrero de 2016 de una decisión tomada autónomamente tras un recorrido anterior como Iniciativa por Andalucía dentro de Izquierda Abierta e Izquierda Unida.
Durante un cierto tiempo el partido encuentra dificultades para legalizar ante el Registro de Partidos Políticos el nombre de Iniciativa por Andalucía, dada la coincidencia con el nombre de otra organización política. Ante esta situación el partido decidió cambiar el nombre por el actual, Iniciativa del Pueblo Andaluz iniciando de nuevo el proceso de inscripción en el mencionado registro. Este proceso concluyó el 1 de febrero de 2018 con la inscripción definitiva.
En 2018, junto a Equo Andalucía conforma la coalición Equo Verde-Iniciativa para presentarse a las elecciones andaluzas de 2018.
En abril de 2019 se presenta en la coalición Compromiso por Europa junto a Compromis, Chunta Aragonesista y otros partidos. 
En 2019, llega a un acuerdo con Más País para integrarse en la coalición Más País- Equo para las generales del 10N, estando presente alguna de las candidaturas provinciales. Asimismo se llegó a un acuerdo programático de 12 propuestas desarrollado por IdPA, así como la integración de militantes en algunas comisiones electorales y de trabajo.
En diciembre de 2019, el partido se une a la plataforma Andalucía Viva cuyo objetivo es la reconstrucción de Andalucía frente a la decadencia económica y social, es una plataforma ciudadana que llama a las andaluzas y los andaluces a la tarea de impulsar la reconstrucción de Andalucía como Pueblo, para poco después mostrar su apoyo a la investidura de Pedro Sánchez y al gobierno de coalición entre PSOE y Unidas Podemos.

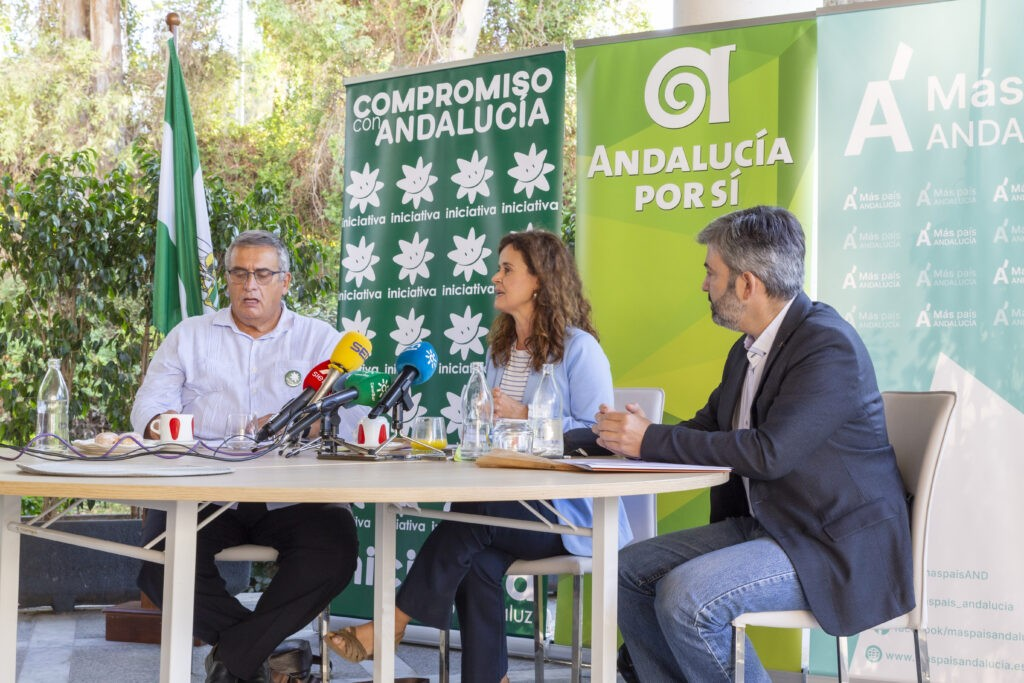
Presentación del acuerdo de colaboración con Más País y Andalucía por Sí en octubre de 2021

En diciembre de 2020, la militancia de IdPA ratifica un protocolo de colaboración con Más País Andalucía, que en diciembre de 2021 desembocaría en la presentación junto a dicha organización política, Andalucía por Sí, y Verdes Equo Andalucía de la coalición Andaluces Levantaos, como "el soplo de aire fresco que necesita Andalucía para que cambie de rumbo" de cara a las siguientes elecciones autonómicas.
En abril de 2022 se anunció el acuerdo de la mayoría de los partidos constituyentes de Andaluces Levantaos con los de Unidas Podemos por Andalucía (IULV-CA, Podemos Andalucía y Alianza Verde) para formar una nueva coalición conjunta: Por Andalucía.
El 6 de mayo de 2022 se constituyó la coalición electoral Por Andalucía conjuntamente con IU Andalucía, Verdes Equo Andalucía, Más País Andalucía. A esta coalición no se pudo incluir a Podemos Andalucía y Alianza Verde porque presentaron tarde los documentos pertinentes.
El 30 de mayo de 2023 anunció su incorporación a Sumar tras su aprobación en la coordinadora, para dar un enfoque federalista y andalucista a la formación.

## Programa
Definiéndose como ecosocialista y ecoandalucista el programa político se divide en diferentes bloques. El partido explica su línea ecoandalucista como una «alternativa ecologista que defiende la articulación de territorios, superando su indiferencia respecto a los marcos culturales. Un ecologismo que requiere cercanía, deliberación y participación», consiguiendo así un andalucismo del Siglo XXI.
El partido busca la consecución de una sociedad más justa, igualitaria y de izquierdas basada en la pluralidad y la democracia participativa con rasgos del andalucismo histórico. 
En su planteamiento ecologista busca su integración con las identidades culturales de los territorios, obteniendo así un marco más plural.
Defiende un estado federal que supere el marco autonómico basado en un federalismo cooperativo entre sus distintos integrantes. 
Apuesta por un republicanismo transversal que no implique únicamente la elección de la Jefatura de Estado, sino una mayor implicación de la ciudadanía en los asuntos públicos, la laicidad y la supremacía del poder civil.

## Organización
El partido se estructura en los siguientes órganos:
- Asamblea General: Es el máximo órgano de representación y gobierno, en el cual pueden estar presentes todos los asociados del partido. Se reúne de manera ordinaria cada dos años. Entre sus funciones principales están:
  - Elegir a los integrantes de los diferentes órganos del partido.
  - Aprobar la estrategia y línea política de IdPA.
  - Recibir, para su debate y aprobación si procede, el balance de gestión de la dirección y cargos públicos de su ámbito.
  - Ratificar, si procede a la candidata o candidato a la Presidencia de la Junta de Andalucía
  - Discutir y aprobar las líneas de actuación de los Grupos Institucionales y cargos públicos de su ámbito.
- Coordinadora Andaluza: Es el órgano de dirección entre Asambleas Generales. Responde colectivamente ante ella y representa al partido en todo tipo de actividades públicas.
- Coordinadora Ejecutiva: En el caso de las Coordinadoras Provinciales y Andaluza, estas podrán elegir una Coordinadora Ejecutiva entre los miembros de la Coordinadora con el fin de garantizar la dirección política, la coordinación y el desarrollo de los acuerdos de la Coordinadora, asegurando las responsabilidades necesarias.
- Portavocía Andaluza: Estará compuesta por un máximo de cuatro personas, y actuará de manera colegiada como responsable político de la Asamblea a la que coordina, dirige y representa.

## Resultados electorales
Los primeros comicios a los que se presenta es a las andaluzas de 2018 en coalición con Equo bajo la candidatura Equo Verdes-Iniciativa Andalucía, definiéndose como ecoandalucista. La candidatura no obtuvo representación, consiguiendo 15 172 votos y el 0,42 % de los mismos, siendo la octava fuerza política en número de votos.
Para las Europeas de 2019 se integra en la coalición Compromiso por Europa, que obteniendo 296 091 votos no consiguió representación.
En las Elecciones municipales de España de 2019 se presentó en algunos municipios en coalición y en solitario en Villanueva de Tapia, donde fue la segunda fuerza política con el 44,6 % de los votos y obtuvo 4 concejales. También obtuvo un concejal en la localidad malagueña de Benmargosa en coalición con Izquierda Unida de Andalucía. Este concejal fue elegido Teniente alcalde de la localidad, su nombre José Ramón Méndez.  Así mismo en la localidad de Casabermeja, también de Málaga, tras la dimisión por razones personales de una concejala del grupo Adelante-Iniciativa Casabermeja se incorporó al pleno del ayuntamiento María Antonia Henríquez, persona adscrita al partido. El 25 de enero de 2023 tras una moción de censura la persona nombrada anteriormente, asumió la Delegación de Medio Ambiente del ayuntamiento de Casabermeja. 
Para las generales del 10N se presentó en la coalición Más País-Equo en las provincias de Sevilla, Málaga y Granada, sin obtener representación, con 56 445 votos (un 1,43 %).
La coalición Por Andalucía se presentó a las elecciones al parlamento de Andalucía del 19 de junio de 2022 y en las listas provinciales de candidatos y candidatas se integraron varias personas adscritas a Iniciativa del Pueblo Andaluz, Javier Gavira en Cádiz, Sergio Álvarez en Córdoba, José Antonio Jiménez en Huelva, María José Torres en Málaga y Carmen Martin y José Antonio Pino en Sevilla. La coalición obtuvo un resultado menor del esperado,  281 688 votos que supone un 7,68 % del total de los votantes, consiguiendo cinco escaños, uno por cada una de las provincias siguientes, Cádiz, Córdoba, Granada, Málaga y Sevilla.
De cara a las elecciones generales de España de 2023 decidió presentarse integrado en la coalición Sumar, integrándose varios de sus miembros en las listas, pero en puestos sin posibilidad de obtener representación, encabezando únicamente las candidaturas al Senado por Córdoba y Cádiz, sin obtener representación ninguna.A propuesta de Iniciativa del Pueblo Andaluz la coalición Sumar en Andalucía recibió una denominación específica con el nombre de Sumar Andalucía.